# Agelaia fulvofasciata
Agelaia fulvofasciata är en getingart som först beskrevs av Deg. 1773.  Agelaia fulvofasciata ingår i släktet Agelaia och familjen getingar. Inga underarter finns listade i Catalogue of Life.